# Monika Goetsch
Monika Goetsch (* 1967 in Marburg) ist eine deutsche Journalistin und Schriftstellerin. Sie lebt mit ihrer Familie in München.

## Leben
Monika Goetsch wurde 1967 in Marburg geboren und ist bei Freiburg im Breisgau aufgewachsen. Nach dem Studium der Literatur-, Theater- und Kommunikationswissenschaften in München begann sie ihre Tätigkeit als Journalistin. Heute arbeitet sie frei für verschiedene Tageszeitungen und Zeitschriften.

## Auszeichnungen und Stipendien (Auswahl)
- 2009 Nominierung reporterforum »Beste Lokalreportage 2009«
- 2009 4. Platz Münchner Menü-Kurzgeschichtenwettbewerb 2009[1]
- 2010 Nominierung Agatha-Christie-Krimipreis 2010
- 2011 Literaturstipendium der Stadt Soltau
- 2013 Literaturstipendium der Stadt München[2]

## Werke
- Wasserblau (Roman), Dörlemann Verlag, Zürich 2010, ISBN 978-3-908777-58-8
- Grüne Witwe (Roman), Dörlemann Verlag, Zürich 2012, ISBN 978-3-908777-78-6